# إيالة أضنة
إيالة أضنة (بالتركية العثمانية: إيالت آطنه) هي إيالة عثمانية تضم أجزاءً من تركيا اليوم. ،كانت جزءًا من إيالة حلب ثم لاحقًا أصبحت تابعة لولاية حلب.